# ديشيفتسي
ديشيفتسي (بالبلغارية: Денчевци)‏ قرية تقع إدارياً ضمن مقاطعة غابروفو في بلغاريا. ويبلغ عدد سكانها 22 نسمة حسب تعداد 15 مارس 2015. تعتمد ديشيفتسي للبريد على الرمز البريدي 5377.